# Danmarks Frie Forskningsfond
Danmarks Frie Forskningsfond (DFF), indtil juli 2017 Det Frie Forskningsråd, er et dansk forskningsråd der fordeler midler til forskning og giver forskningsfaglig rådgivning til regering og Folketing. DFF er en del af Uddannelses- og Forskningsstyrelsen der hører under Uddannelses- og Forskningsministeriet.
DFF's bestyrelse har otte medlemmer, og i 2021 tiltrådte Lone Gram som konstitueret formand efter David Dreyer Lassen
Under DFF er fem faglige forskningsråd:
- Forskningsrådet for Sundhed og Sygdom (FSS)
- Forskningsrådet for Natur og Univers (FNU)
- Forskningsrådet for Kultur og Kommunikation (FKK)
- Forskningsrådet for Teknologi og Produktion (FTP)
- Forskningsrådet for Samfund og Erhverv (FSE)